# Licania leptostachya
Licania leptostachya är en tvåhjärtbladig växtart som beskrevs av George Bentham. Licania leptostachya ingår i släktet Licania och familjen Chrysobalanaceae. Inga underarter finns listade i Catalogue of Life.